# Ernst Litfaß

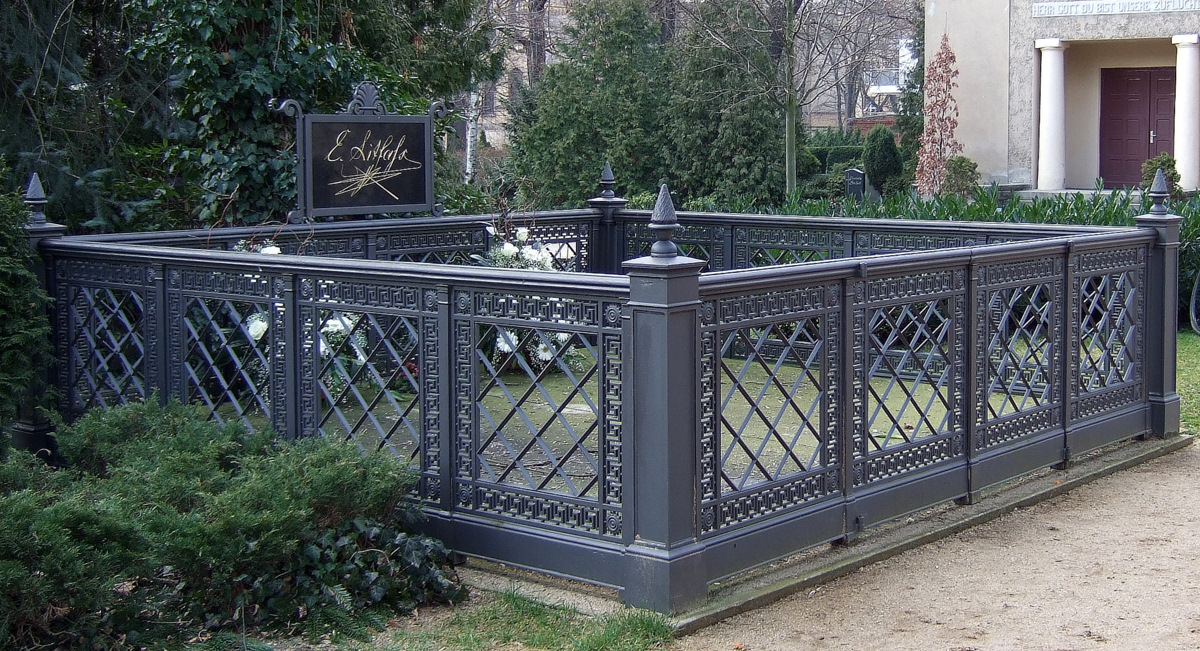
Grób Litfaßa w Berlinie

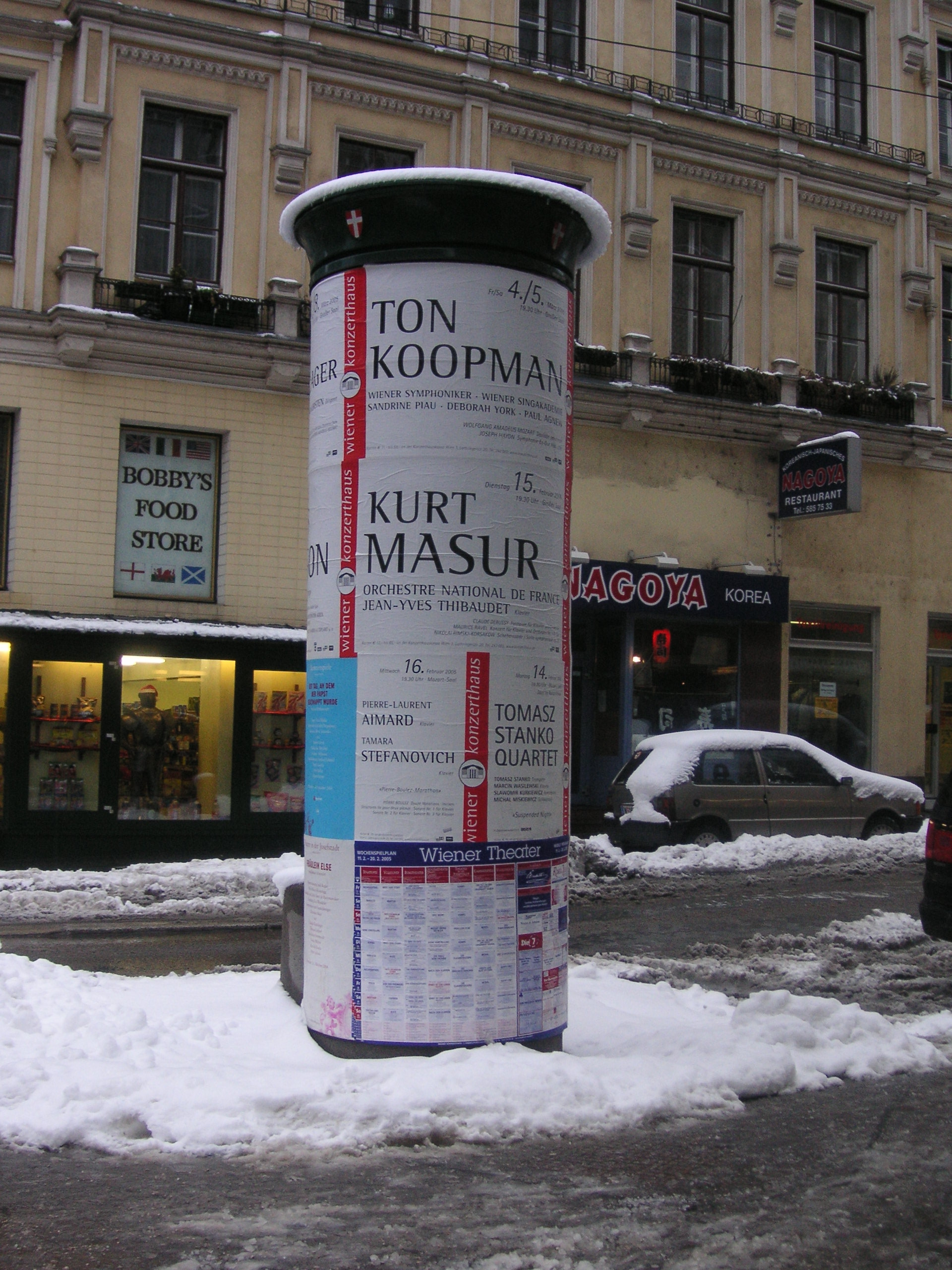
Słup ogłoszeniowy w Wiedniu

Ernst Litfaß (Litfass) (ur. 11 lutego 1816 w Berlinie, zm. 27 grudnia 1874 w Wiesbaden) – niemiecki wydawca i drukarz. Wynalazca słupa ogłoszeniowego (po niem. Litfaßsäule). Litfaß zaczął stawiać słupy w Berlinie w 1855; posiadał na tę działalność monopol. Wkrótce słupy Litfaßa rozpowszechniły się w innych miastach.
Wydawca Oekonomische Encyklopädie.
Litfaß działał charytatywnie na rzecz żołnierzy inwalidów.
W 2011 roku jeden z placów w Berlinie został nazwany jego nazwiskiem.